# Agnosi
Agnosi är en medicinsk beteckning på förlusten av förmågan att känna igen föremål, personer, ljud, former och lukter, där det specifika sinnet inblandat är oskadat och där det inte rör sig om omfattande minnesförlust. Agnosi är vanligen förknippat med skador på hjärnan eller neurologisk sjukdom, i synnerhet när temporalloben skadats. Agnosi är en funktion som ligger i den dominanta hemisfären vilken hos de flesta är vänster. Denna kan exempelvis skadas vid en infarkt i a.cerebri media som försörjer största delen av kortex (barken). Andra exempel på kortikala symptom som kan uppstå vid skada i vänster a.cerebri media är afasi, och apraxi samt kontralateral hemipares och sensibilitetsnedsättning, homonym hemianopsi och central facialispares.